# Ringebu
Ringebu er en kommune i Innlandet fylke i Norge. Den grænser i nord og øst til Stor-Elvdal, i syd til Øyer og Gausdal, og i vest til Sør-Fron. 
De to største byer i kommunen er Ringebu / Vålebru (administrationscenter) og Fåvang. 
50 % af kommunens areal ligger over 900 meter, mens Ringebu ligger i 182 meters højde. Højeste punkt er Muen  der er 1.424 moh. Ringebu havde i 2019 4.370 indbyggere
Der er alpine skianlæg på Kvitfjell, hvor der blev afholdt et enkelt arrangement under de olympiske vinterlege i 1994.

## Seværdigheder
- Ringebu stavkirke
- Weidemannsamlingen